# Журкин, Виталий Владимирович
Вита́лий Влади́мирович Жу́ркин (14 января 1928, Москва, РСФСР, СССР — 26 февраля 2025) — советский и российский историк, политолог, американист и европеист. Специалист по проблемам международных отношений, глобальной и европейской безопасности, военно-политической стратегии, ограничения и сокращения вооружений. Действительный член АН СССР (1990).

## Биография
После окончания средней школы в 1946 году поступил в МГИМО МИД СССР на историко-международный факультет, который окончил с отличием в 1951 году.
В 1951—1965 годах работал в Государственном комитете по телевидению и радиовещанию СССР, был членом коллегии Госкомитета, главным редактором Главной редакции пропаганды; в 1965 году — заместитель редактора отдела стран Азии и Африки газеты «Правда»; в 1965—1968 годах — советник Посольства СССР в Индии.
В Академии наук СССР — Российской академии наук с 1968 года, в ИМЭМО защитил кандидатскую диссертацию «Неоколониалистские доктрины и политика США в Юго-Восточной Азии (вторая половина 1950-х гг. — 1964 г.)». Доктор исторических наук (1976, диссертация «Стратегия США в международно-политических кризисах — эволюция доктрин, механизма, внешнеполитической практики. (Конец 1960-х — 1970-е гг.)»), профессор (1979). Заведующий отделом, заместитель директора Института США и Канады АН СССР (1968—1987), член Президиума АН СССР, академик-секретарь Отделения мировой экономики и международных отношений АН СССР (1988—1998), директор Института Европы АН СССР/РАН (1987—1999). Член ЦК КПСС (1990—1991). С 1999 года — почётный директор Института Европы РАН.
Лауреат Государственной премии СССР (1980), член Научного совета МИД России. Заместитель председателя комиссии РАН по международной безопасности и контролю над вооружениями. Действительный член Европейской академии наук, искусств и литературы (с 1990), Всемирной Академии искусств и наук (с 1994). Председатель правления Ассоциации европейских исследований.
В 1990-е годы В. В. Журкин принял активное участие в кампании российских учёных против расширения НАТО. Выступал в различных аудиториях и на конференциях в Брюсселе (полемика с заместителем генерального секретаря НАТО Г. фон Мольтке), Лондоне (на конференциях Королевского института международных отношений), Франции (на симпозиумах Института исследования проблем безопасности Европейского союза в Париже и Кане), Осло, Стокгольме, Праге, Австрии (Вене и Тутцинге), Риге и в Японии (на конференции европейских и японских экспертов в Центре славянских исследований Университета Хоккайдо).
Скончался 26 февраля 2025 года на 98-м году жизни.

## Основные работы
Книги
- Международные конфликты / под ред. В. В. Журкина и Е. М. Примакова. АН СССР. Ин-т мировой экономики и междунар. отношений. Ин-т США. — М.: Междунар. отношения, 1972. — 237 с.
- The Nixon Doctrine / Ed. by Yu.P. Davydov, V.V. Zhurkin, V.S. Rudnev. Arlington (Virginia), 1973;
- США и международно-политические кризисы. — М., 1975;
- Глобальная стратегия США в условиях научно-технической революции (1979) (в соавт.);
- СССР-США: 70-е и 80-е годы (1982);
  - СССР-САЩ през седемдесетте и осемдесетте години. София, 1982.
- Военно-стратегические концепции США (1984);
- Исследование ООН о доктрине сдерживания (1987; в соавт.);
- Разумная достаточность и новое политическое мышление (1989; в соавт.);
- Строительство Большой Европы. — М., 1990;
  - Vitaly Shurkin. Grossbaustelle Europa. Munchen, 1990.
- Панъевропейская архитектура: проблемы и перспективы (1991);
- Европейский союз: внешняя политика, безопасность, оборона. — М., 1998;
- Европа в многополярном мире (2000; в соавт.);
- Общая оборона: новая европейская инициатива (2001);
- Европейский Союз в XXI веке: европейская политика безопасности и обороны. — М., 2005.
- Ответы России и Евросоюза на вызовы XXI века. Часть IV. Комплексные аспекты / Под ред. В. В. Журкина и др. // Сер. «Доклады Института Европы РАН». — № 220. — М., 2008. — ISBN 978-5-91299-044-1
- Безопасность Европы / под ред. В. В. Журкина; Институт Европы РАН; Сер. «Старый Свет — новые времена». — М.: Весь мир, 2011. — 752 с. — ISBN 978-5-7777-0509-9
- Европейская армия: поражения и победы. Общая политика безопасности и обороны Европейского союза. — М.: Международные отношения, 2012. — 189 с. — ISBN 978-5-7133-1403-3
- Военная политика Евросоюза. — М.: Международные отношения, 2014. — 254 с. — ISBN 978-5-7133-1485-9

Главы в коллективных монографиях и статьи
- Европа вчера, сегодня, завтра / под ред. Н. П. Шмелёва. — М.: Экономика, 2002. — 822 с. — ISBN 5-282-02115-3
- Россия между Востоком и Западом: мосты в будущее. — М.: Международные отношения, 2003. — ISBN 5-7133-1112-0
- Результаты оценки и прогноза стратегических рисков в различных сферах // Стратегические риски России / под ред. Ю. Л. Воробьева. — М.: Деловой экспресс, 2005. — 392 с. (с. 65-159). — ISBN 5-89644-081-2
- Общая внешняя политика, политика безопасности и обороны // Европейская интеграция: учебник / под ред. О. В. Буториной. — М.: ИД «Деловая Литература», 2011. — 720 с. — ISBN 978-5-93211-04-92. — C. 229—253.
- Сценарии возможных вариантов эволюции безопасности в Европе // Европа XXI века. Новые вызовы и риски / под ред. Ал. А. Громыко и В. П. Фёдорова. — М.: Нестор-История, 2017. ISBN 978-5-98163-087-3. С. 571—581.
- О начале института Европы РАН // Современная Европа. — 2017. — № 5. — С. 115‒117.
- The EU Global Strategy’s Security Dimension. In: The EU Global Strategy: Implications for Russia / Institute of Europe, Russian Academy of Sciences; Egmont. The Royal Institute for International Relations. Ed. by Olga Potemkina. M., 2017. — 90 P. ISBN 978-5-98163-097-2. pp. 82–87.
- Журкин В. В., Носов М. Г. Дональд Трамп и Европа // Современная Европа. — 2018. — № 4. — С. 17-33.
- Безопасность Европы: европейская идентичность и национальный суверенитет // Защита государственного суверенитета — опыт Евросоюза и европейских стран / под ред. В. Б. Белова. — М.: ИЕ РАН, Весь Мир, 2018. ISBN 978-5-98163-123-08 (ИЕ РАН); ISBN 978-5-7777-0759-8 (Весь Мир), с. 15-17.
- Журкин В. В., Носов М. Г. 20-летие военного измерения ЕС // Современная Европа. — 2019. — № 1 (87). — С. 5-14.
- ОБСЕ: позитивные сдвиги. // Научно-аналитический вестник Института Европы РАН. — 2019. — № 1 (7). — С. 4-5.
- Евросоюз: к истории ПЕСКО. // Научно-аналитический вестник Института Европы РАН. — 2019. — № 2 (8). — С. 4-5.
- В начале десятого (часть первая) // Современная Европа. — 2019. — № 2 (88). — С. 5-18.
- В начале десятого (часть вторая) // Современная Европа. — 2019. — № 3 (89). — С. 5-12.
- Европейская безопасность: поиски выхода из тупиков. // Европа между трёх океанов / под ред. Ал. А. Громыко и В. П. Фёдорова — М., СПб.: Нестор-История, 2019. ISBN 978-5-98163-133-7 (ИЕ РАН), 978-5-4469-1640-5 (Нестор-История), с. 588—598.